# Star City (Arkansas)
Star City es una ciudad ubicada en el condado de Lincoln en el estado estadounidense de Arkansas. En el Censo de 2010 tenía una población de 2274 habitantes y una densidad poblacional de 185,35 personas por km².

## Geografía
Star City se encuentra ubicada en las coordenadas 33°56′26″N 91°50′25″O / 33.94056, -91.84028. Según la Oficina del Censo de los Estados Unidos, Star City tiene una superficie total de 12.27 km², de la cual 12.27 km² corresponden a tierra firme y (0%) 0 km² es agua.

## Demografía
Según el censo de 2010, había 2274 personas residiendo en Star City. La densidad de población era de 185,35 hab./km². De los 2274 habitantes, Star City estaba compuesto por el 74.98% blancos, el 22.43% eran afroamericanos, el 0.66% eran amerindios, el 0.22% eran asiáticos, el 0% eran isleños del Pacífico, el 0.35% eran de otras razas y el 1.36% pertenecían a dos o más razas. Del total de la población el 0.88% eran hispanos o latinos de cualquier raza.